# Larry Junstrom
Larry Junstrom (ur. 22 czerwca 1949 w Pittsburghu, zm. 6 października 2019 w Jacksonville) – amerykański basista, najbardziej znany z występów w zespole rockowym „38 Special” od 1977 do 2014 roku. Był także jednym z członków założycieli zespołu rockowego „Lynyrd Skynyrd”.

## Życiorys
Junstrom był gitarzystą basowym Lynyrd Skynyrd od momentu jego powstania w 1964 roku, aż został zastąpiony przez Leona Wilkesona w 1971 roku. Donnie Van Zant, młodszy brat lidera Lynyrd Skynyrd, Ronniego Van Zanta, założył 38 Special w 1974 roku, Junstrom dołączył do zespołu jako gitarzysta basowy w 1976 roku.
Zapalony amatorski radiooperator, miał litery wywoławcze K4EB, które tłumaczone jako „znany 4 bas elektryczny”.
Junstrom wycofał się z 38 Special w 2014 roku z powodu urazu ręki wymagającego operacji. Zmarł 6 października 2019 roku w wieku 70 lat.